# Turtlehead
Turtlehead var ett punkband från Skottland. Gruppen bildades 1994 och spelade samma år in sin första demo High Flats. Demon spelades i skotsk radio, vilket i sin tur ledde till att gruppen i december 1995 intervjuades av den brittiska musiktidningen Maximum Rock 'n' Roll. Därefter kontaktades bandet av det svenska skivbolaget Bad Taste Records, som erbjöd bandet skivkontrakt.
Turtleheads första skivmedverkan var med låten "Thoughts" på samlingsskivan Quality Punk Rock (1996), en låt tagen från demon High Flats. I maj samma år släpptes bandets debut-EP Go, vilken innehöll fyra låtar. I december utkom bandets debutalbum Back Slapping Praises from Back Stabbing Men. Bandet gjorde även sin första spelning utanför hemlandet på Bad Taste Festival i Lund.
Under sommaren 1997 turnerade bandet i Tyskland tillsammans med band som Millencolin, Voodoo Glow Skulls, S.N.F.U., 3 Colours Red och Thumb. Bandet spelade därefter på BMX-VM i Nederländerna och olika festivaler runt om i Europa. I oktober samma år medverkade Turtlehead på en månadslång Europaturné tillsammans med Pridebowl. En splitsingel tillsammans med Lovejunk (Speedowax Records) hann också släppas innan året var slut.
Bandets andra studioalbum, I Preferred Their Earlier Stuff, utkom i april 1998. Ytterligare turnerande genom Europa följde och bandet lyckades även få speltid i såväl radio som TV. Efter en turné 1999 bestämde sig bandets gitarrist Gary för att lämna bandet. Han ersattes av Dave McIntosh, en nära vän till bandmedlemmarna. Turnerande i Canada följde i juni 2000. 2003 släpptes bandets tredje och sista studioalbum Bleeding Hearts and Burnouts på Leatherback Records.
Turtlehead splittrades 2004.

## Medlemmar

### Senaste
- Dave McIntosh - gitarr
- Paul Bourne - bas
- Robert Francis - trummor
- Brian Cooper - sång

### Tidigare
- Gary - gitarr

## Diskografi

### Album
- 1996 - Back Slapping Praises from Back Stabbing Men (Bad Taste Records)
- 1998 - I Preferred Their Earlier Stuff (Bad Taste Records)
- 2003 - Bleeding Hearts and Burnouts (Leatherback Records)

### EP
- 1996 - Go (Bad Taste Records)

### Singlar
- 1997 - Turtlehead/Lovejunk (split-7" tillsammans med Lovejunk, Speedowax Records)

### Demo
- 1994 - High Flats

### Medverkan på samlingsskivor
- 1996 - Quality Punk Rock (med låten "Thoughts", Bad Taste Records)
- 1996 - The Rise of European Civilization (med låten "B-Movie Baby", Point Break Records)
- 1996 - This Is Bad Taste (med låtarna "Walltie" och "Billy", Bad Taste Records)
- 1997 - Vitalized Punkrock (med låtarna "Angel" och "40", Vital)
- 1998 - Helping You Back to Work Volume 2 (med låten "Flex", Lockjaw Records)
- 1998 - This Is Bad Taste Vol. 2 (med låtarna "Ruin My Day" och "Brass Arse Margaret", Bad Taste Records)
- 1998 - Tour EP '98 (med låten "Godsend", Speedowax Records)
- 1999 - Greetings from the Welfare State (med låten "Godsend", Better Youth Organization/Artcore Fanzine)
- 2001 - This Is Bad Taste Vol. 4 (med låtarna "Defects" och "Welcome to Euthanasia", Bad Taste Records)
- Okänt år - Untitled (med låten "Hey Suburbia", Speedowax Records)

### Fotnoter
1. 1 2 3 4  ”Turtlehead”. Bad Taste Records. Arkiverad från originalet den 22 augusti 2010. https://web.archive.org/web/20100822072608/https://www.badtasterecords.se/bands.asp?id=25. Läst 8 januari 2012.
2. 1 2  ”Turtlehead”. Discogs.com. http://www.discogs.com/artist/Turtlehead. Läst 8 januari 2012.
3. ↑  ”Bleeding Hearts and Burnouts”. Europunk.net. Arkiverad från originalet den 25 maj 2012. https://archive.is/20120525180956/http://europunk.dreamhosters.com/reviews/149. Läst 8 januari 2012.